# ایوان ایلین
ایوان الکساندرویچ ایلین (به روسی: Ива́н Алекса́ндрович Ильи́н، به انگلیسی: Ivan Alexandrovich Ilyin) (زادهٔ ۹ آوریل [س.ق. ۲۸ مارس] ۱۸۸۳ میلادی – درگذشتهٔ ۲۱ دسامبر ۱۹۵۴ میلادی) فیلسوف مذهبی و سیاسی روسی، روزنامه‌نگار مهاجر سفید و ایدئولوگ اتحاد کل قوای نظامی روسیه بود.

## اوایل زندگی

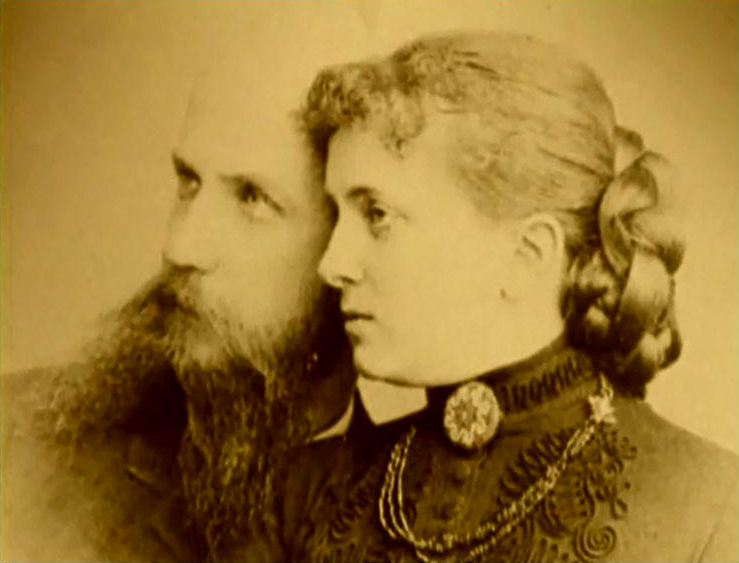
والدین ایوان الکساندرویچ - یاکاترینا یولیونا و الکساندر ایوانویچ

ایوان ایلین در یک خانوادهٔ اشرافی که ادعای‌تبار روریکی داشتند در مسکو به دنیا آمد. پدرش، الکساندر ایوانویچ ایلین، از زمانی که پدربزرگ ایلین به عنوان فرماندهٔ کاخ خدمت کرده بود، در کاخ بزرگ کرملین به دنیا آمد و بزرگ شد. پدرخواندهٔ الکساندر ایلین، الکساندر سوم، امپراتور روسیه بود. مادر ایوان ایلین، کارولین لوئیز خواهر شوایکرت فون استادیون، یک آلمانی روسی و معتقد لوتری بود. پدرش، جولیوس شوایکرت فون استادیون، عضو شورای دانشگاهی تحت جدول رتبه‌ها بود. او به ارتدکس روسی گروید، نام یکاترینا یولیونا را برگزید و در سال ۱۸۸۰ میلادی با الکساندر ایلین ازدواج کرد.
ایوان ایلین در مرکز مسکو، نه چندان دور از کرملین در ناریشکین لین بزرگ شد. در سال ۱۹۰۱ میلادی وارد دانشکدهٔ حقوق دانشگاه دولتی مسکو شد. ایلین عموماً انقلاب ۱۹۰۵ میلادی روسیه را تأیید نمی‌کرد و فعالانه در اقدامات سیاسی دانشجویی شرکت نمی‌کرد. زمانی که ایلین دانشجو بود، تحت تأثیر استاد پاول ایوانویچ نوگورودتسف (۱۹۲۴–۱۸۶۶ میلادی) که یک فیلسوف مسیحی فقه و یک لیبرال سیاسی بود، به فلسفه علاقه‌مند شد. در سال ۱۹۰۶ میلادی، ایلین با مدرک حقوق فارغ‌التحصیل شد. از سال ۱۹۰۹ میلادی در آنجا به عنوان یک محقق شروع به کار کرد.

## پیش از انقلاب

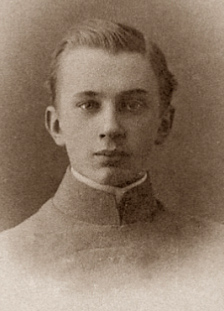
ایوان ایلین جوان در ۱۹۰۱ میلادی

در سال ۱۹۱۱ میلادی، ایلین به مدت یک سال به اروپای غربی رفت تا روی پایان‌نامهٔ خود با عنوان: «بحران فلسفهٔ عقل‌گرایانه در آلمان در قرن ۱۹» کار کند. او سپس به کار در دانشگاه بازگشت و یک سلسله سخنرانی به نام «درآمدی بر فلسفهٔ حقوق» ایراد کرد. نوگورودتسف به ایلین پیشنهاد داد تا دربارهٔ نظریهٔ حقوق عمومی در مؤسسهٔ بازرگانی مسکو سخنرانی کند. او در مجموع ۱۷ ساعت در هفته در مدارس مختلف سخنرانی می‌کرد.
در آن زمان، ایلین به مطالعهٔ فلسفهٔ هگل، به ویژه فلسفهٔ دولت و قانون او پرداخت. او این اثر را نه تنها مطالعه‌ای دربارهٔ هگل، بلکه به عنوان آماده‌سازی برای کار خود در مورد نظریه حقوق می‌دانست. پایان‌نامهٔ او دربارهٔ هگل در سال ۱۹۱۶ میلادی به پایان رسید و در سال ۱۹۱۸ میلادی منتشر شد.
در سال ۱۹۱۴ میلادی، پس از آغاز جنگ جهانی اول، استاد شاهزاده اوگنی تروبتسکوی مجموعه‌ای از سخنرانی‌های عمومی را به «ایدئولوژی جنگ» اختصاص داد. ایلین با چندین سخنرانی با او در این امر همکاری کرد که اولین آنها «حس معنوی جنگ» نام داشت. او به‌طور کلی مخالف مطلق هر جنگی بود، اما معتقد بود که از آنجایی که روسیه قبلاً درگیر جنگ بوده‌است، وظیفهٔ هر روسی حمایت از کشورش است. موضع ایلین با بسیاری از حقوقدانان روسی که آلمان و روسیه تزاری را به یک اندازه دوست نداشتند، متفاوت بود.

## انقلاب و تبعید

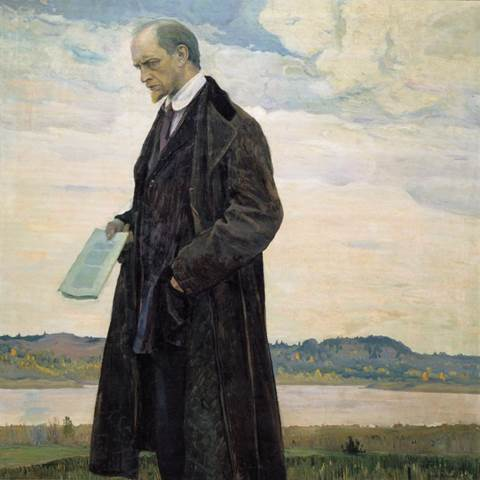
نقاشی از ایلین در سال ۱۹۲۱ میلادی، توسط: میخائیل نستروف

در ابتدا، ایلین انقلاب فوریه را به عنوان آزادی مردم برداشت کرد. او به همراه بسیاری از روشنفکران دیگر عموماً آن را تأیید کرند. با این حال، پی‌آمد انقلاب اکتبر، ناامیدی به دنبال داشت. او در دومین کنفرانس شخصیت‌های عمومی مسکو گفت: «انقلاب به غارت دولت به نفع خود تبدیل شد».
بعدها، او انقلاب را وحشتناک‌ترین فاجعه در تاریخ روسیه، و فروپاشی کل کشور ارزیابی کرد. با این حال، بر خلاف بسیاری از پیروان رژیم قدیم، ایلین بلافاصله مهاجرت نکرد. در سال ۱۹۱۸ میلادی، ایلین استاد حقوق در دانشگاه مسکو شد. پایان‌نامه علمی او دربارهٔ هگل منتشر شد.
پس از آوریل ۱۹۱۸ میلادی، ایلین چندین بار به اتهام فعالیت ضدکمونیستی، زندانی شد. مدرس او نوگورودتسف نیز برای مدت کوتاهی زندانی شد. در سال ۱۹۲۲ میلادی، او سرانجام در میان حدود ۱۶۰ روشنفکر برجستهٔ دیگر، در کشتی موسوم به «کشتی فیلسوفان» از کشور اخراج شد.

## مهاجرت

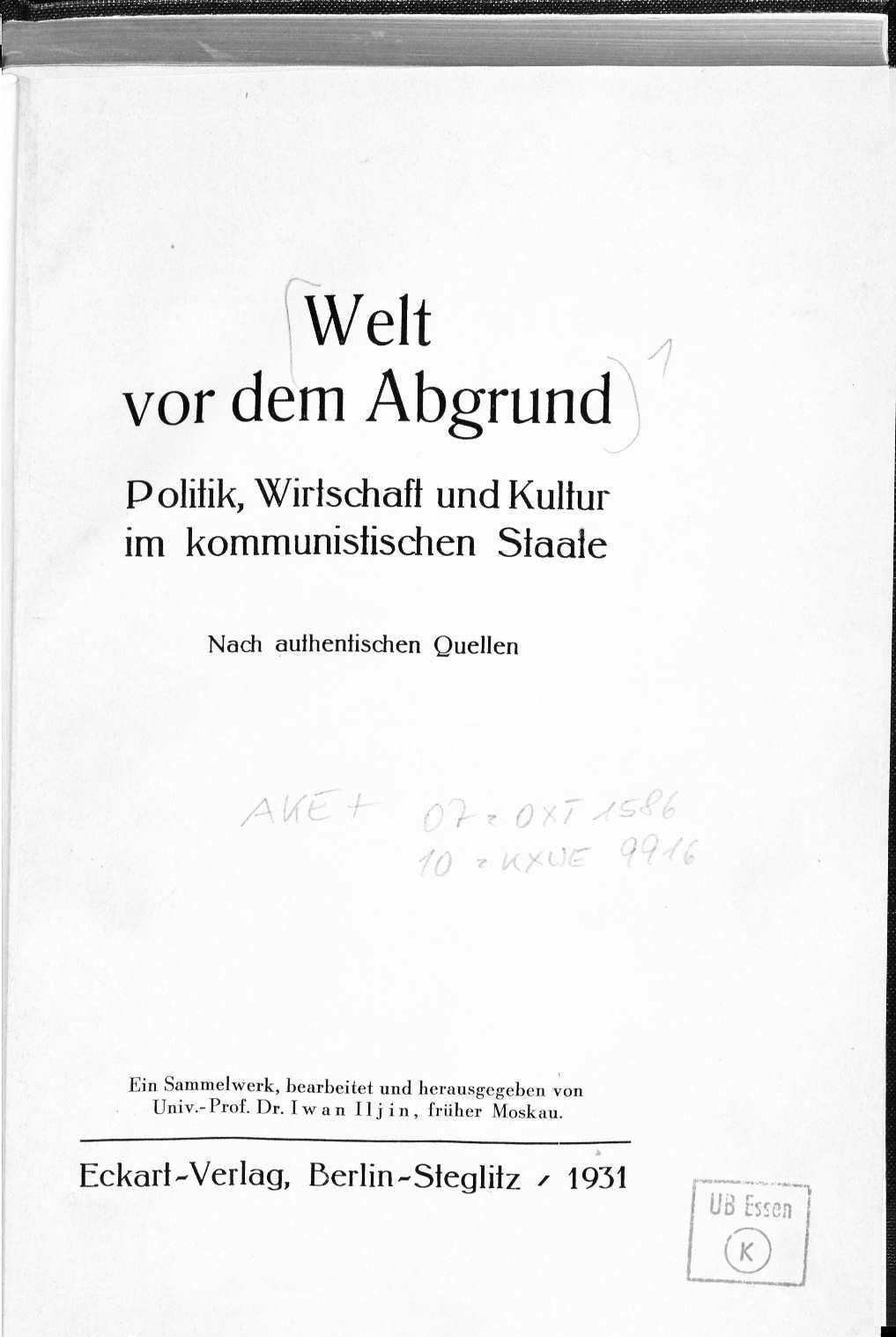
ایوان ایلجین (ویراستار)، جهان پیش از ورطه. سیاست، اقتصاد و فرهنگ در دولت کمونیستی. انتشارات اکارت-فرلاگ، برلین - اشتگلیتز ۱۹۳۱

از سال ۱۹۲۲ تا ۱۹۳۸ میلادی، او در برلین زندگی می‌کرد.:۱۹ او مادری آلمانی داشت و به زبان آلمانی و روسی نیز می‌نوشت.:۲۰ ایلین طی سال‌های ۱۹۲۳ تا ۱۹۳۴ میلادی، به عنوان استاد مؤسسهٔ علمی روسیه در برلین کار می‌کرد. به او پیشنهاد استادی در دانشکدهٔ حقوق روسیه در پراگ تحت نظر استادش، پاول نوگورودتسف داده شد، اما او نپذیرفت.
او نظریه‌پردازان اصلی جنبش سفید روسیه بود که به خارج از روسیه مهاجرت کرده بود. بین سالهای ۱۹۲۷ و ۱۹۳۰ میلادی ناشر و سردبیر مجلهٔ روسی زبان زنگ روسی (به انگلیسی: Russian Bell) بود. او در آلمان و دیگر کشورهای اروپایی سخنرانی کرد. در سال ۱۹۳۸ میلادی با کمک مالی سرگئی راخمانینف توانست آلمان را ترک کند و به کار خود در ژنو سوئیس ادامه دهد. او در ۲۱ دسامبر ۱۹۵۴ میلادی در زولیکون در نزدیکی زوریخ درگذشت.

## آثار ایلین دربارهٔ روسیه
ایوان ایلین در تبعید استدلال کرد که روسیه را نباید بر اساس آنچه او خطر کمونیستی می‌نامید قضاوت کرد، بلکه منتظر آینده‌ای است که در آن با کمک فاشیسم مسیحی خود را آزاد کند.:۲۱ از شروع پایان‌نامهٔ خود در سال ۱۹۱۸ دربارهٔ فلسفهٔ هگل، او کتاب‌های زیادی در زمینهٔ موضوعات سیاسی، اجتماعی و معنوی مربوط به رسالت تاریخی روسیه تألیف کرد. یکی از مشکلاتی که او روی آن کار کرد این بود که چه چیزی روسیه را در نهایت به فاجعهٔ انقلاب کشانده‌است؟ او پاسخ داد که دلیل آن «عزت نفس ضعیف و آسیب‌دیدهٔ» روس‌ها است.
در نتیجه، بی‌اعتمادی و بدگمانی متقابل بین دولت و مردم پدید آمده‌است. مقامات و اشراف پیوسته از قدرت خود سوءاستفاده می‌کردند و اتحاد مردم را برهم می‌زدند. ایلین معتقد بود که هر دولتی باید همچون ابرشرکتی تأسیس شود که یک شهروند با حقوق و وظایف معین در آن عضویت داشته باشد؛ بنابراین، ایلین نابرابری مردم را به عنوان یک وضعیت ضروری در هر کشور می‌شناخت. اما این بدان معنا بود که طبقات بالای تحصیلکرده وظیفهٔ ویژه‌ای نسبت به طبقات پایین تحصیل نکرده، برای هدایت معنوی آن‌ها داشتند. این اتفاق در روسیه رخ نداد.
نکته دیگر نگرش نادرست مردم عادی روسیه نسبت به مالکیت خصوصی بود. ایلین نوشت که بسیاری از روس‌ها بر این باور بودند که مالکیت خصوصی و املاک بزرگ نه از طریق کار سخت، بلکه از طریق قدرت و سوءمدیریت مقامات به دست آمده‌است؛ بنابراین، مالکیت با رفتار غیرصادقانه همراه می‌شود.

ایلین در مقالهٔ خود در سال ۱۹۴۹ میلادی علیه تمامیت‌خواهی و دموکراسی «رسمی» به نفع «راه سوم» برای ساختن یک دولت در روسیه، استدلال کرد:
"... در مواجهه با این وظیفهٔ خلاقانه، درخواست احزاب خارجی به دموکراسی رسمی ساده‌لوحانه، سبک‌نگر و غیرمسئولانه باقی می‌ماند."
از نظر ایلین، هر گونه صحبت در مورد اوکراینِ جدا شده از روسیه، او را به دشمن فانی روسیه تبدیل می‌کرد. او مخالف بود که یک فرد قادر است که ملیت خود را (بیش از سلول‌های بدنی که تصمیم بگیرند که آیا بخشی از یک بدن باشند یا خیر)، تعیین کند.:۲۳

### مفهوم آگاهی از قانون
دو عامل فوق به مساوات‌خواهی و انقلاب منجر شد. راه جایگزین روسیه از نظر ایلین توسعهٔ «آگاهی از قانون» یک فرد بر اساس اخلاق و مذهب بود. ایلین مفهوم خود را از «آگاهی از قانون» بیش از ۲۰ سال تا زمان مرگش توسعه داد. او آن را به عنوان درک صحیح یک فرد از قانون و تبعیت از قانون در پی آن می‌دانست.
او در طول زندگی خود از انتشار اثر اصلی خود در مورد جوهرهٔ آگاهی از قانون خودداری کرد و به بازنویسی آن ادامه داد. او آگاهی از قانون را برای وجود قانون ضروری می‌دانست. بدون درک درست از قانون و عدالت، قانون نمی‌تواند وجود داشته باشد.

### نگرش به سلطنت
یکی دیگر از آثار مهم ایلین، «دربارهٔ سلطنت»، به اتمام نرسید؛ او قصد داشت کتابی دربارهٔ جوهر سلطنت در دنیای مدرن و تفاوت آن با جمهوری بنویسد. این کتاب شامل دوازده فصل بود، اما او پس از نوشتن مقدمه و هفت فصل درگذشت. ایلین استدلال کرد که تفاوت اصلی نه در مسائل حقوقی بلکه در وجدان حقوقی مردم عادی است. به گفتهٔ ایلین، تمایزات اصلی به شرح زیر است:
- در سلطنت، آگاهی قانون تمایل دارد که مردم را در داخل دولت متحد کند، اما در جمهوری، آگاهی قانون تمایل به نادیده گرفتن نقش دولت برای جامعه دارد؛
- آگاهی سلطنتی قانون تمایل دارد که دولت را به عنوان یک خانواده و پادشاه را به عنوان یک پدر خانواده درک کند، اما آگاهی جمهوری‌خواه قانون این تصور را انکار می‌کند. از آنجایی که وجدان جمهوری‌خواه قانون، آزادی فردی را در دولت جمهوری ستایش می‌کند، مردم، جمعیت دولت را به عنوان یک خانواده به رسمیت نمی‌شناسند؛
- وجدان قانون سلطنتی بسیار محافظه کار است و مستعد حفظ سنت‌ها است در حالی که آگاهی جمهوری‌خواهی قانون، همیشه مشتاق تغییرات سریع است.

ایلین یک سلطنت طلب بود. او معتقد بود که آگاهی سلطنتی از قانون با ارزش‌هایی مانند تقوای دینی و خانواده مطابقت دارد. آرمان او پادشاهی بود که برای صلاح کشور خدمت کند، به هیچ حزبی تعلق نگیرد و اتحاد همهٔ مردم را با هر عقیده‌ای که باشند، تجسم بخشد.
با این حال او از سلطنت در روسیه انتقاد می‌کرد. او معتقد بود که نیکلای دوم تا حد زیادی مسئول فروپاشی روسیهٔ امپراتوری در سال ۱۹۱۷ میلادی بود. کناره‌گیری او و متعاقب آن کناره‌گیری برادرش میخائیل الکساندرویچ اشتباهات مهمی بود که منجر به لغو سلطنت و در نتیجه مشکلاتی شد.
او همچنین از بسیاری از چهره‌های مهاجر، از جمله کریل ولادیمیرویچ، دوک بزرگ روسیه که خود را تزار جدید در تبعید اعلام کرده بود، انتقاد کرد.

### نگاهی به فاشیسم و یهودستیزی
تعدادی از آثار ایلین (از جمله آثاری که پس از شکست آلمان در سال ۱۹۴۵ میلادی نوشته شدند) از فاشیسم حمایت می‌کردند. ایلین در ابتدا آدولف هیتلر را مدافع تمدن در برابر بلشویسم می‌دانست و روشی را که هیتلر به نظر او یهودی‌ستیزی خود را از ایدئولوژی سفیدپوستان روسیه گرفته بود، تأیید می‌کرد. سوسیالیسم. یک روح جدید» در حمایت از تسلط آلمان توسط نازی‌ها.
ایلین توسط رومن گل، نویسنده همکار مهاجر به یهودستیزی متهم شد. بر اساس‌نامه ای از گل به ایلین، اولی نسبت به سوء ظن ایلین مبنی بر اینکه همه کسانی که با او مخالف بودند یهودی هستند ابراز خشم کرد.

## تأثیر
دیدگاه‌های ایلین بر سایر نویسندگان روسی قرن بیستم مانند آلکساندر سولژنیتسین و آلکساندر دوگین و همچنین بسیاری از ناسیونالیست‌های روسی تأثیر گذاشته‌است. تا سال ۲۰۰۵ میلادی، ۲۳ جلد از آثار جمع‌آوری شدهٔ ایلین در روسیه منتشر شده‌است.
نیکیتا میخالکوف، فیلمساز روسی، به ویژه در تبلیغ ایده‌های ایلین در روسیهٔ پس از فروپاشی شوروی نقش داشت. او چندین مقاله در مورد ایلین نوشت و به این فکر افتاد که بقایای جسد او را از سوئیس به صومعهٔ دونسکوی در مسکو منتقل کند، جایی که فیلسوف در آرزوی یافتن آخرین پناهگاه خود بود. مراسم تدفین مجدد در اکتبر ۲۰۰۵ میلادی برگزار شد.
پس از مرگ همسر ایلین در سال ۱۹۶۳ میلادی، نیکولای پولتوراتزکی، پژوهشگر ایلین، دست نوشته‌ها و مقالات ایلین را از زوریخ به دانشگاه ایالتی میشیگان آورد، جایی که او استاد زبان روسی بود. در ماه مه ۲۰۰۶ میلادی، دانشگاه ایالتی میشیگان مقالات ایلین را به صندوق فرهنگ روسیه، وابسته به وزارت فرهنگ روسیه، منتقل کرد.
نقل‌قول‌هایی از ایلین توسط ولادیمیر پوتین، رئیس‌جمهور روسیه نقل شده‌است و برخی ناظران آن را الهام‌بخش ایدئولوژیک اصلی پوتین می‌دانند. پوتین شخصاً در انتقال جسد ایلین به روسیه نظارت داشت و در سال ۲۰۰۹ میلادی قبر او را متبرک کرد.

## آثار برجسته
- فلسفهٔ هگل به مثابهٔ حکمت عینی خدا و انسان (به روسی: Философия Гегеля как учение о конкретности Бога и человека) دو جلد، ۱۹۱۸ میلادی؛ (به آلمانی: Die Philosophie Hegels als contemplative Gotteslehre)، ۱۹۴۶ میلادی.
- مقاومت در برابر شر با زور (به روسی: О сопротивлениии злу силою)، ۱۹۲۵ میلادی.
- راه احیای معنوی (۱۹۳۵ میلادی).
- مبانی مبارزه برای روسیهٔ ملی (۱۹۳۸ میلادی).
- اساس فرهنگ مسیحی (به روسی: Основы христианской культуры)، ۱۹۳۸ میلادی.
- دربارهٔ روسیهٔ آینده (۱۹۴۸ میلادی).
- در مورد جوهرهٔ آگاهی از قانون (به روسی: О сущности правосознания)، ۱۹۵۶ میلادی.
- مسیری به سوی بصیرت (به روسی: Путь к очевидности)، ۱۹۵۷ میلادی.
- بدیهیات تجربهٔ دینی (به روسی: Аксиомы религиозного опыта)، دو جلد، ۱۹۵۳ میلادی.
- دربارهٔ سلطنت و جمهوری (به روسی: О монархии и республики)، ۱۹۷۸ میلادی.

## برای مطالعهٔ بیشتر
- «تاریخ فلسفهٔ روسیه» (به روسی: История российской Философии) (۱۹۵۱)، اثر: ن.او. لوسکی، ناشر: آلن و آنوین، لندن. ASIN: B000H45QTY، شرکت انتشارات دانشگاه‌های بین‌المللی، نیویورک، نیویورک، ایالات متحدهٔ آمریکا. شابک: ۸۰۷۴-۰-۸۲۳۶-۰-۹۷۸، با حمایت مدرسهٔ علمیهٔ الهیات ارتدکس سنت ولادیمیر.